# Akasztó
Akasztó este un sat în districtul Kiskőrös, județul Bács-Kiskun, Ungaria, având o populație de 3.505 locuitori (2011). 

## Demografie
Componența etnică a satului Akasztó
     Maghiari (97,89%)
     Necunoscut (0,39%)
     Alții (1,72%)
Componența confesională a satului Akasztó
     Romano-catolici (64,76%)
     Luterani (4,65%)
     Fără religie (4,56%)
     Reformați (2,74%)
     Necunoscută (22,68%)
     Alte religii (1,17%)
Conform recensământului din 2011, satul Akasztó avea 3.505 locuitori. Din punct de vedere etnic, majoritatea locuitorilor (97,89%) erau maghiari. Apartenența etnică nu este cunoscută în cazul a 0,39% din locuitori.  Din punct de vedere confesional, majoritatea locuitorilor (64,76%) erau romano-catolici, existând și minorități de luterani (4,65%), persoane fără religie (4,56%) și reformați (2,74%). Pentru 22,68% din locuitori nu este cunoscută apartenența confesională.